# Eubée
Pour l’article ayant un titre homophone, voir EB.
Pour l’article homonyme, voir Eubée (district régional).
L’Eubée (en grec ancien Εὔϐοια / Eúboia, en grec moderne Εύβοια / Évvia) est la deuxième des îles grecques après la Crète par la superficie : elle est longue de 156 km  pour 3 685 km2 et compte 210 815 habitants (2011). Située en mer Égée en face de l’Attique et de la Béotie, elle en est séparée par le détroit de l’Euripe. Avec l’île de Skyros, ainsi qu'une partie continentale (Anthidona et Avlida), l'île forme le district régional d'Eubée de la périphérie de Grèce-Centrale.

## Noms
Le nom d’Eubée date de l’Antiquité et son étymologie renvoie à εὖ : « bon », et βοῦς : « bétail ». L’île a aussi été appelée Ellopie (d'après Ellops fils d'Ion), Aonie (d'après les Aones), Abantis (d'après les Abantes). Elle a par ailleurs souvent été appelée du nom de sa ville principale, Chalcis, et inversement. À partir du Moyen Âge, le nom couramment utilisé pour la ville et l'île est Égripos (et ses variantes), dérivé du nom du canal de l'Euripe, donnant par déformation le nom latin de Négrepont (et ses variantes). Depuis l'indépendance, le nom Eubée (Evvia) est le seul utilisé.

## Mythologie
Un certain nombre de mythes eubéens sont liés à l'activité volcanique présente sur l'île. Ils évoquent surtout les Titans et les Géants. Ils s'inscrivent d'abord dans le cadre de la Titanomachie, principalement dans l'affrontement entre les Titans et les Hécatonchires. Un des Hécatonchires vainqueurs, Briarée, était honoré à Carystos sous ce nom et à Chalcis en tant que Œgéon. Il habiterait sous l'île qui le sentirait encore s'agiter. Le Géant Tityos séjournerait aussi dans l'île, où Rhadamanthe serait venu lui rendre visite. Son antre, appelé Élarium, était montré aux visiteurs. Selon certaines versions, Orion aurait été élevé sur l'île.
Une autre série de mythes est liée à Zeus et à ses amours. Lors du mariage sacré de Zeus et Héra, les Curètes vinrent en Eubée dont Zeus leur confia la garde. Io fut aussi dissimulée sur l'île et y enfanta. Surveillée par Argos pour le compte d'Héra, elle fut délivrée par Hermès qui tua le gardien dans un lieu qui prit le nom d'Argoura. Le culte de Dionysos fut apporté sur l'île par les Thébaines. Le roi de l'île, Aristée, confia l'enfant à sa fille la nymphe Macris qu'Héra poursuivit ensuite de son courroux et chassa d'Eubée. Ces mythes pourraient être des souvenirs du passé archaïque de l'île. Aristée fils d'Apollon, autre divinité importante de l'île, passait pour avoir enseigné aux hommes l'art d'élever des troupeaux, d'élever des abeilles et de faire de l'huile d'olive. La richesse agricole de l'île dans l'Antiquité pourrait avoir inspiré ces légendes, Dionysos ajoutant la viticulture. Quant aux Curètes, ils pourraient faire référence au fait que l'Eubée fut, un temps, soumise à la domination crétoise.
Selon Homère, les habitants de l'Eubée auraient été appelés Abantes (Ἄϐαντες). Ils sont décrits comme « respirant la fureur », « impétueux, à cheveux longs sur la nuque, guerriers ardents ». Ils sont menés, lors de la guerre de Troie, par Éléphénor, qui apporte quarante nefs à la coalition grecque. Les historiens ignorent si ce nom dérive de la ville phocidienne d'Abaé, ou d'Abas, le héros argien. On peut parfois aussi retrouver le nom de la region comme Abantide ou en grec Abantis, lorsqu'elle était habitée par les Abantes après l'invasion thessalienne.
Dans Salammbô, Flaubert mentionne les « trois mille deux cents talents euboïques exigés par Lutatius » de Carthage lors des guerres puniques.
Archiloque se posant en « serviteur du dieu de la guerre », regrette la manière « homérique » de combattre des Abantes d'Eubée, au corps à corps, honorable mais moins efficace que celle des Thraces, qui, avec leurs flèches et frondes, inquiétaient beaucoup les colons de l'île Thasos. 

« On luttait corps à corps avec la lance et l'épée, et non avec des flèches et des frondes, »

## Histoire

### Préhistoire
L'Eubée compte des villages dès le néolithique comme en témoignent les sites archéologiques du centre et à l'ouest de l'île remontant au IIIe millénaire av. J.-C.. Une activité commerciale avec les Cyclades est attestée alors. La période de l'âge du bronze ancien en Eubée, est représentée par la découverte d'un site urbain très important à Manika (près de Chalcis). L'étude d'une nécropole permet d'affirmer que l'alimentation des hommes de cette époque comportait une consommation régulière de légumes et de viande. Cette découverte vient rejoindre quelques rares spécimens déjà trouvés sur sol eubéen à Magoula près d'Érétrie et à Styra, qui confirment, avec d'autres trouvailles, des liens étroits qu'entretenaient l'Eubée et l'Érétrie avec les Cyclades au Cycladique Ancien II (environ 2500 av. J.-C.).

### Antiquité

#### Période mycénienne
Au IIe millénaire av. J.-C. la présence mycénienne est archéologiquement attestée sur l'île.

#### Âges obscurs
- Les périodes post-palatiale et submycénienne vont de 1200 à 1050 av. J.-C. Elles ont laissé peu de vestiges.
- La période protogéométrique va de 1050 à 900 av. J.-C. La nécropole de Toumba à Lefkandi où le tombeau d'un noble (sûrement un roi) a été mis au jour date du début du Xe siècle av. J.-C.
- La période géométrique (vers 900-700 av. J.-C.), est marquée par une migration eubéenne en Italie et en Chalcidique.
- La période Géométrique Moyen II (vers 775-770 av. J.-C.), est marquée par une colonisation eubéenne vers Pithécusses (actuelle Ischia), île italienne située en mer Tyrrhénienne, au nord du golfe de Naples, dans le groupe des îles Phlégréennes[12]. Cumes, qui est la première colonie de Grande Grèce, est fondée par des colons de Chalcis vers 740 av. J.-C.

#### Période archaïque

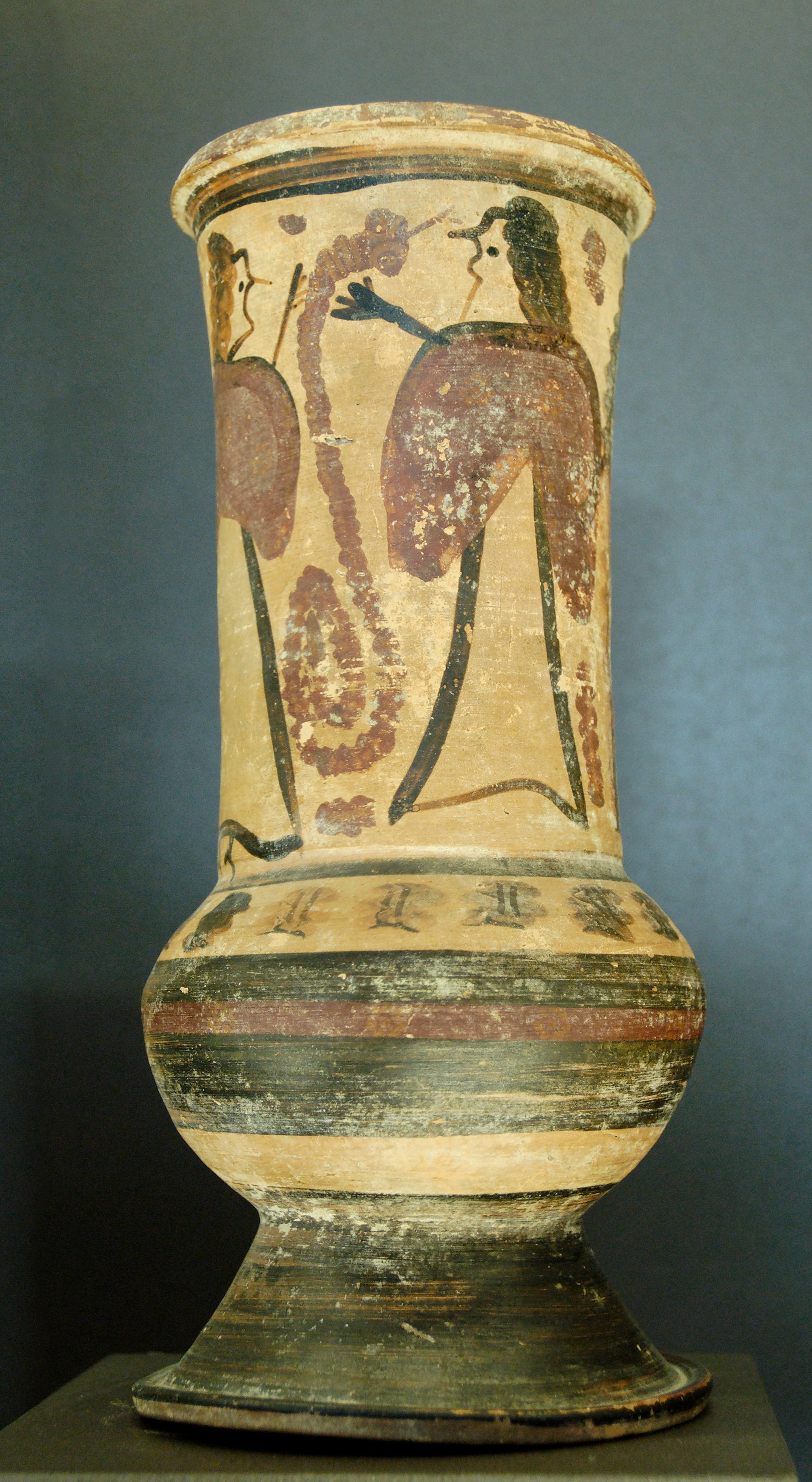
Cruche orientalisante eubéenne, représentant deux femmes : vers 625-600 av. J.-C.

La richesse minière et agricole de l'Eubée a attiré de nombreux belligérants, d'autant que sa position stratégique permet de contrôler la région. En étroites relations avec les habitants de l'Attique, les insulaires sont, à la période archaïque, des Lélèges, des Courètes venant d'Étolie, et quelques Phéniciens ; les cités de Chalcis et d'Érétrie participèrent à la colonisation grecque. Selon Homère, les habitants du Nord de l'île étaient des Histéens, plus au sud des Ellopiens, le centre étant habité par des Ioniens venus de l'Attique : c'est sur cette partie centrale de l'Eubée, habitée auparavant par les Abantes ou les Curètes, que les Athéniens établissent les colonies d'Érétrie et de Chalcis. Enfin au Sud de l'île vivaient les Driopes.
Selon les récits légendaires, les Curètes auraient été les premiers à se protéger par une armure de bronze lors des combats. Une ville nommée Histiée et son district Histiœotide situés au nord de l'île ont été, selon Strabon, donnés également à une ville du nord de la Thessalie par des colons histiéens émigrés, chassés par les Perrhœbes.

#### Colonies athéniennes
Selon Strabon et Conon, les premières colonies athéniennes, sur l'île d'Eubée, se forment avant l'arrivée de Xouthos. Les fils d'Érechthée, rejetés par le pouvoir, cherchent refuge sur l'île d'Eubée. Thespios un de ses fils fonde Thespies, selon Pausanias. Eustathe, affirme que cette ville est fondée par Thespios fils de Teuthras et petit-fils de Pandion. Ellops, fils d'Ion (selon la mythologie), entraîne une forte migration athénienne et fonde la ville d'Ellopia, sur la province appartenant aux Histiéens. Homère indique que ces colons se sont établis sur Histiée, à Corinthe, à Édepse et à Oropiœ,.
Selon Scymnos de Chio, Pandoros aurait fondé Chalcis et Érétrie. Après les guerres médiques, l'Eubée est totalement soumise aux Athéniens, tandis que les colonies de Cumes en Grande Grèce et Naxos en Sicile, sont affiliées à Chalcis. La ville de Chalcis est si puissante qu'elle multiplie les colonies jusqu'en Macédoine.
Les Eubéens subissent de nombreuses guerres, en particulier contre les Athéniens, les Perses, et les Spartiates. Ils sont tantôt asservis, tantôt libérés. Dans l'Antiquité l'histoire de l'île se confond avec celles de ses villes principales Chalcis et Érétrie :
- Vers 700 av. J.-C. : Chalcis colonise la Chalcidique, constituée des trois presqu’îles de Athos, Cassandra et Sithonia. Chalcis défait sa  rivale Érétrie lors de la guerre lélantine, et à la suite de cette victoire domine toute l’Eubée.
- Vers 506 av. J.-C. : à la suite de la défaite de la coalition des Béotiens et Chalcidiens, Athènes va implanter plusieurs milliers de colons en Chalcidique, et colonise l’Eubée affaiblie par la guerre interne entre Chalcis et Érétrie.
- Vers 490 av. J.-C. : début des guerres médiques entre Grecs et Perses qui se terminent vers 449 av. J.-C. Datis, chef de la flotte perse s’empare de Carystos et pille la ville. Érétrie, menacée à son tour, demande l’aide d’Athènes qui envoie 4000 colons athéniens de Chalcis. Les Erétriens, divisés, capitulent après six jours de siège. La ville est pillée et sa population déportée en captivité.
- Vers 480 av. J.-C. : deuxième guerre médique entre les Grecs et les Perses. Bataille navale du cap Artémision, situé au nord de l’île d’Eubée, la flotte grecque commandée par Eurybiade de Sparte tient tête trois jours à la flotte perse, et se replie à Salamine à l’annonce de la mort de Léonidas.
- Vers 340 av. J.-C. : Philistidès, soutenu par Philippe II de Macédoine, opprime cruellement la ville d'Histiée, successivement soumise par Philippe II, Alexandre le Grand et Antigone le Borgne. Antiochos dit le Grand et Mithridate s'en emparent ensuite.

### Période romano-byzantine
L'Eubée devient romaine à l'issue des guerres romano-pontiques. Marc Antoine la donne aux Athéniens, puis Auguste la déclare indépendante, et elle le restera jusqu'au règne de Vespasien. Sous l'Empire romain d'Orient (que nous appelons « byzantin »), l'Eubée christianisée eut très tôt un évêque, installé à Chalcis. Il dépendit d'abord du métropolite de Corinthe avant de devenir suffragant d'Athènes. L'île avait aussi un gouverneur civil et militaire qui dépendait du préfet de la Ville de Constantinople. Elle intégra ensuite le cinquième thème d'Europe avec l'Attique, puis le 
thème de l'Hellade. En 911, Romain Lécapène fut le stratège de l'île.
Au cours de la période byzantine, de nombreuses églises et monastères ont été construits dans l'île, alors prospère comme le montrent les attaques dont elle fut l'objet de la part des Sarrasins, de l'émirat de Crète, des Normands, des Vénitiens et des Croisés. Les attaques des Arabes andalous installés en Crète furent très nombreuses aux IXe et Xe siècles. Pendant l’été 1147 la flotte du roi Roger II de Sicile pilla aussi les côtes d’Eubée. Au printemps 1157 une nouvelle attaque victorieuse des Normands sur Eubée oblige l’empereur Manuel Ier à traiter avec le roi Guillaume Ier de Sicile. En 1171 encore, Venise débarqua des troupes commandées par Vital II Michele en Eubée afin d’en pendre le contrôle, mais l'expédition rembarqua en raison d'une épidémie de peste,.

### Période franque et vénitienne

#### Conquête
En 1204, à la suite de la Quatrième croisade, l'île est attribuée à Venise par les vainqueurs (en vertu de la Partitio imperii Romaniae). Cependant au printemps 1205, c'est Boniface de Montferrat, tout nouveau roi de Thessalonique, qui occupe l'île, appelée par les Latins Négrepont, déformation du grec Egripos (variante d'Euripos), un autre nom de Chalcis et de l'île. Il inféode l'île à trois chevaliers originaires de Vérone. Ils sont appelés, ainsi que leurs successeurs, les « seigneurs d'un tiers de Négrepont » ou seigneurs terciers (italien : terzieri). Les premières décennies de domination des seigneurs lombards sont marquées par l'hésitation des tierciers entre l'hommage à Venise (à qui l'île avait été attribuée en 1204) et l'hommage à l'empereur latin de Constantinople héritier des droits de conquête de Boniface de Montferrat. La période latine se traduit par l'expulsion de l'évêque grec orthodoxe de Chalcis au profit d'un évêque catholique.
En 1216, six co-seigneurs « sestiers » (italien : Sestieri) se partagent le pouvoir. Ils reviennent tous dans la suzeraineté exclusive de l'empereur, jusqu'à ce que Baudouin II cède la suzeraineté sur toutes les îles de la mer Égée à Guillaume II de Villehardouin, prince d'Achaïe, probablement en 1248.
En 1255, le règlement de la complexe succession de la sestière Carintana dalle Carceri (sestière du nord de 1220 à 1255), provoque un grave conflit entre le prince d'Achaïe, Guillaume II de Villehardouin, suzerain de Négrepont, et une partie des tierciers. Le 14 juin 1256, Guglielmo Ier da Verona et Narzotto dalle Carceri (1247-1264), prétendants malheureux à l'héritage de la défunte, répudient l'hommage qu'ils avaient prêté au prince Guillaume et prêtent hommage-lige au doge de Venise, provoquant l'intervention militaire du prince.

#### Passage sous domination vénitienne
Cette « guerre de succession de Négrepont » se termine en 1259 à la bataille du col du mont Karydi (Mégaride), où le prince bat le duc d'Athènes, Guy de la Roche, allié des seigneurs rebelles. En août 1259, le doge Reniero Zeno négocie la paix avec le prince Guillaume et par le traité du 15 mai 1262, reconnaît la suzeraineté exclusive du prince sur l'île qui ne fut plus remise en cause.
À la fin du XIVe siècle, l'achat de la seigneurie de Carystos (1365) puis les morts successives sans héritier de Niccolo III dalle Carceri, duc de Naxos et seigneur du tiers nord (1383), puis de Giorgi III Ghisi, seigneur du tiers central (1390), permettent à Venise d'établir sa domination politique sur la totalité de l'île.

#### Administration vénitienne
Une inscription datée de 1273 et retrouvée dans les murailles du palais de Chalcis nous apprend qu'en 1273, l'île était gouvernée par un « bayle » et un conseil.
Venise conserve l'institution des tierciers et se contente d'imposer un protectorat en installant de nouveaux seigneurs. Le protectorat se manifeste aussi par la présence de magistrats vénitiens : un provéditeur qui contrôlait toute l'administration et les finances, un podestat chargé de la justice et un capitaine qui commandait les troupes.

### Période ottomane

#### Conquête
Lassé des raids vénitiens dans son Empire depuis leurs bases égéennes, dont l'Eubée, Mehmed II décide de conquérir l'île en 1469. Le siège est mis devant Chalcis qui est systématiquement bombardé par cinquante-cinq gros canons par la terre et bloqué par la flotte ottomane qui contrôle le détroit. La république de Venise envoie alors une flotte de secours en réunissant le plus possible de galères. Les plus rapides arrivent et réussissent à rompre le blocus maritime. Cependant, l'amiral Canale hésite à passer immédiatement à l'attaque des troupes terrestres ottomanes, préférant attendre le reste de la flotte... or Chalcis tombe pendant ce temps.
Le 12 juillet 1470 le sultan Mehmed II s'empare de la cité de Négrepont, qui compte alors dans ses murs près de 4 000 habitants. Il massacre la plus grande partie de cette population catholique, réduit en esclavage le reste, et chasse les trois derniers terciers. Canale est désavoué. Il est remplacé par Pietro Mocenigo qui ne peut reprendre l'île. Toutes les tentatives vénitiennes ultérieures échouent.

#### Administration
Au début, la population grecque accueille favorablement la domination ottomane qui fait cesser les persécutions catholiques et rend l'île aux évêques orthodoxes, mais ultérieurement l'institution de lourdes taxes, de corvées et de nouvelles discriminations la dresse à nouveau contre les occupants : les revenus de l'île appartiennent désormais au Capitan Pacha, représenté sur place par un kiaya et des beys. Agrandie et fortifiée, Chalcis devient la capitale d'un vaste sandjak qui inclut une partie de la Béotie ainsi que l'Attique, la Phocide et la Mégaride. Il semblerait qu'il y ait une division géographique des populations selon leurs origines : Turcs et Juifs dans la ville et Grecs dans les faubourgs. En ville, quatre mosquées sont construites : deux dans la ville et deux dans les faubourgs. Pour les Grecs devenus catholiques à l'époque vénitienne, les jésuites installent une collégiale et une école dans la ville.

### Guerre d'indépendance

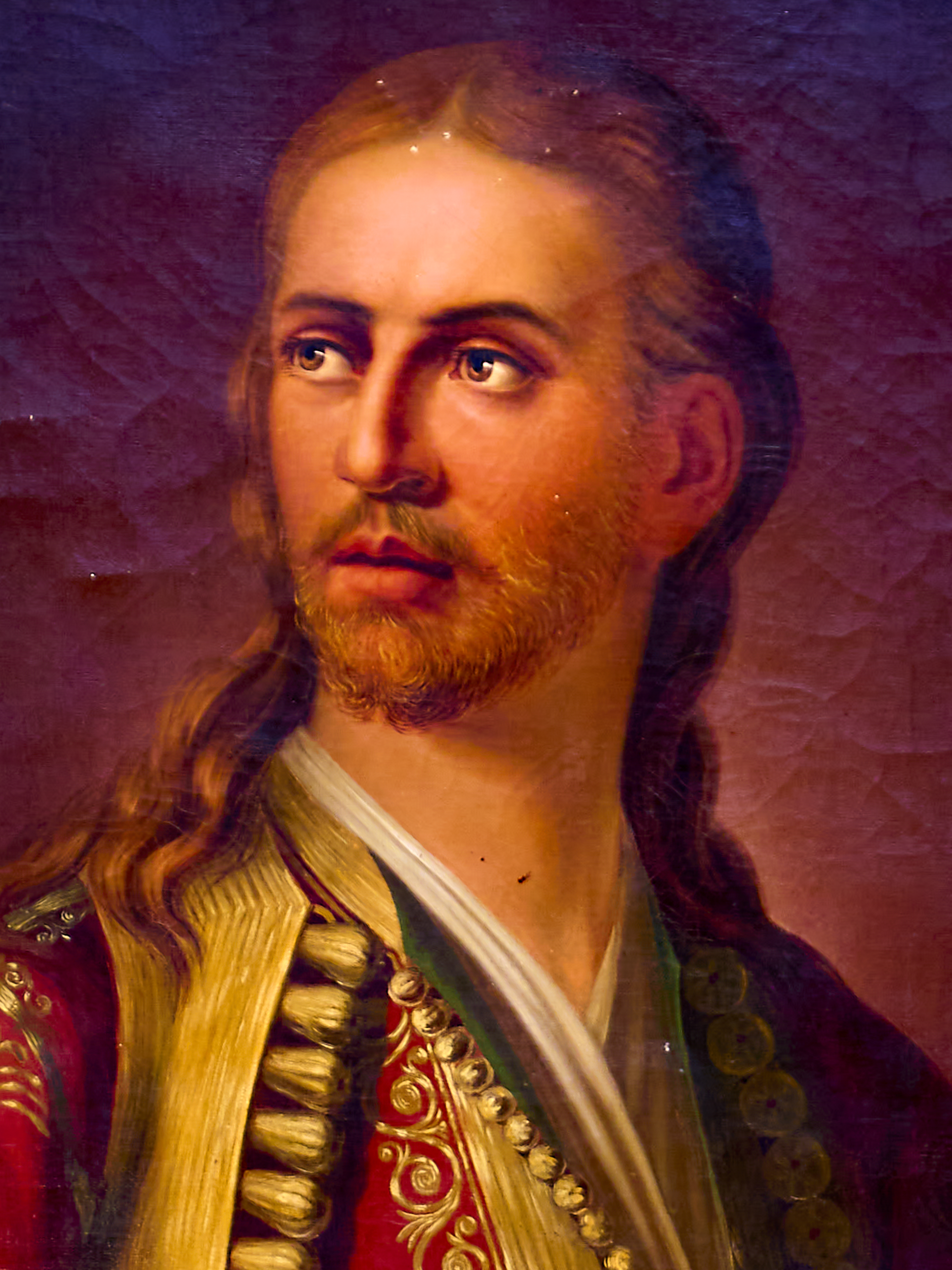
Portrait d'Ilias Mavromichalis (musée historique national).

L'Eubée se souleve dès 1821. Les soldats ottomans se réfugient dans les citadelles de l'île dont celles de Chalcis. Les insurgés grecs se contentent donc d'empêcher toute sortie mais ne se risquent pas à un véritable siège. Des troupes eubéennes sont alors envoyées combattre contre les Turcs sur le continent. En 1822, Ilias Mavromichalis, le fils de Pétrobey, vient mettre le siège devant Carystos. Mais, à la suite d'un assaut poussé trop loin, les assiégeants se trouvent pris par les assiégés et sont exterminés. D'autres Maniotes assiégent Chalcis. L'île est en effet un point clé des lignes de ravitaillement ottomanes.

### Période contemporaine
Lors de l'occupation de la Grèce pendant la Seconde Guerre mondiale, l'Eubée, occupée d'abord par la Wehrmacht, est administrée entre mai 1941 et octobre 1943 par les Italiens ; d'octobre 1943 à octobre 1944, les Allemands y reviennent mais doivent y affronter la résistance grecque qui, avec l'aide des troupes grecques et britanniques, finit par libérer l'île au terme de durs combats.
Depuis l'antiquité, plusieurs ponts ont été construits par-dessus le détroit de l'Euripe, mais le grand pont autoroutier suspendu actuel, d'une portée d'environ 215 m, date de 1992.
En août 2021, le nord de l'île est touché par de grands incendies. Plus de 50 000 hectares sont détruits.

## Géographie

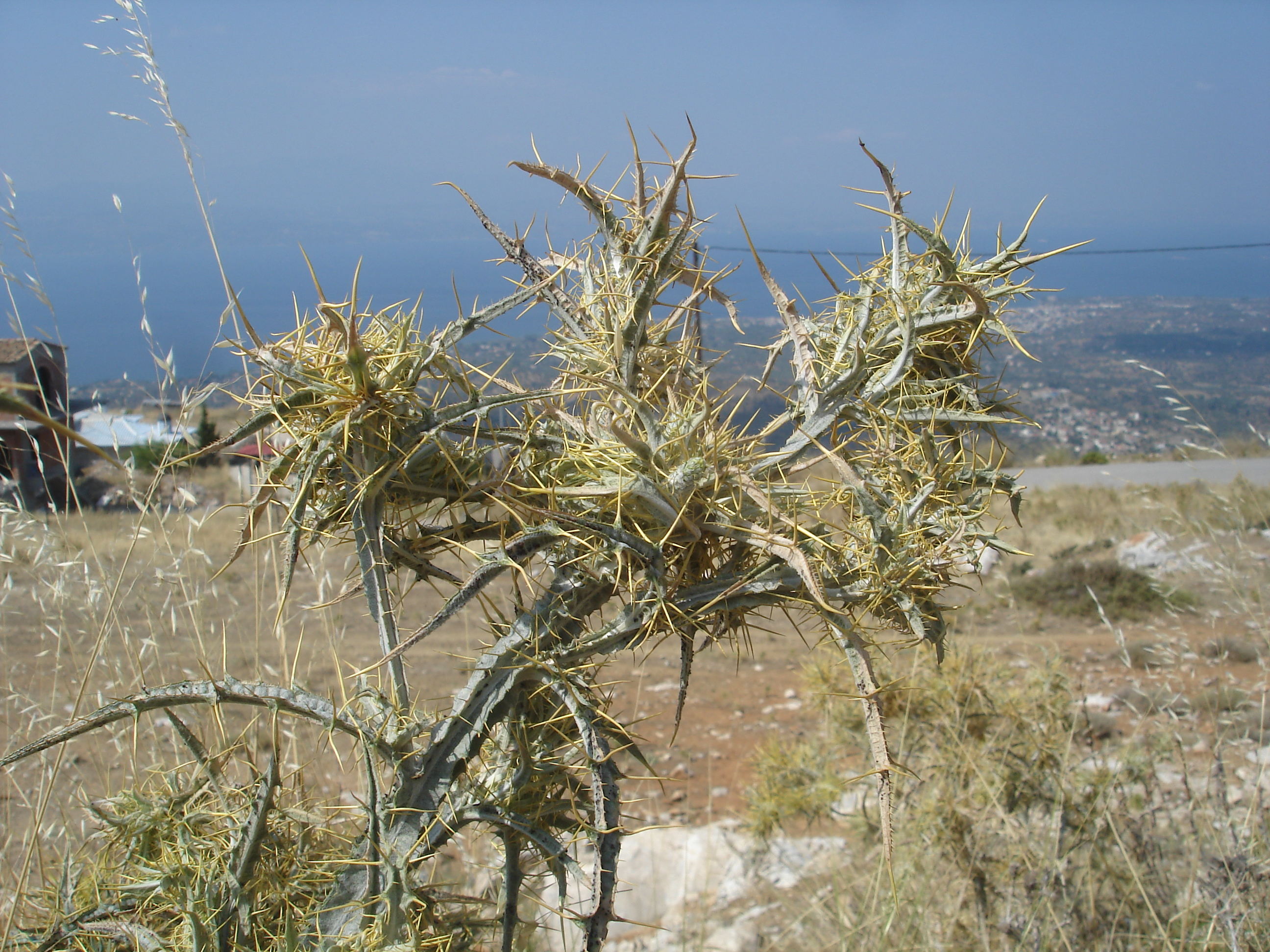
Chardon du sud de l'île

L'île d'Eubée orientée nord-ouest/sud-est, a une superficie de 3 684 km2, et possède 900 km de littoral avec une population de 218 032 habitants environ, ce qui en fait la seconde plus grande île grecque après la Crète. L'île est reliée à la Grèce centrale par deux ponts enjambant le détroit de l'Euripe, joignant la ville de Chalcis, partie insulaire et la partie continentale. L'Euripe, partie du passage la plus étroite entre le continent et l'île d'Eubée, a été de tout temps un canal stratégique, et a, militairement défendu en grande partie, l'histoire ancienne de Chalcis. L'Euripe est l'un des plus étonnants phénomènes, car son flux et reflux a fortement frappé les phantasmes des anciens. Tite-Live prétendait que l'Euripe est poussé au gré du vent, tantôt d'un côté, tantôt de l'autre. Pline l'Ancien, croit que le mouvement s'arrête trois jours par mois, pendant la septième, la huitième et la neuvième lune. Actuellement, on sait que pendant les six premiers jours de la lune, puis du quatorzième au vingtième, et pendant les trois derniers, les marées sont régulières. Les autres jours, elles sont tellement irrégulières, que le nombre s'en élève quelquefois jusqu'à onze, douze, treize et même quatorze en vingt-quatre heures. Le professeur Dimitri Aiginitis traduit le phénomène comme étant la conséquence d'une différence de niveau de la mer entre le nord et sud du golfe, et le phénomène des marées. L'Eubée ayant pour axe la commune de Chalcis, véritable verrou de l'île, peut être découpée en trois parties, la partie nord composée de forêts, la partie centre montagneuse et la partie sud, agricole et véritable grenier de l'île.
Séparée du continent par un étroit chenal qui ne dépasse pas parfois 40 mètres, Eubée est la deuxième île grecque en superficie. Sa côte orientale, où de longues plages alternent avec des falaises escarpées, donne sur des montagnes parsemées de villages et de monastères. En tourisme, cabotant le long des côtes d'Eubée dans un caïque, ces bateaux de bois encore utilisés par les pêcheurs, il est possible de trouver des anses et des plages les plus secrètes, d'aborder sur l'archipel privé de Petalis, ou encore d'explorer l'intérieur de l'île.

### Relief

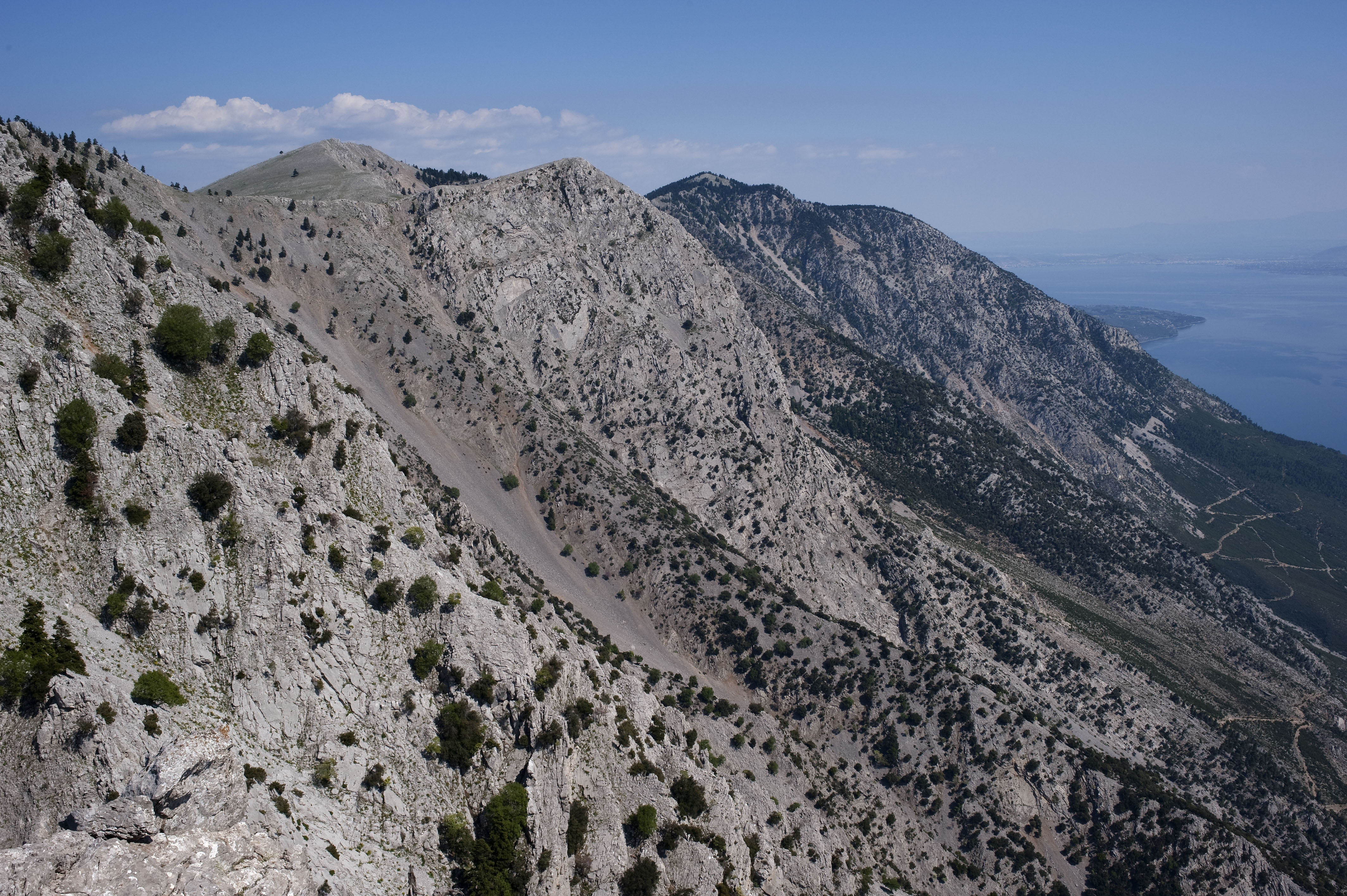
Le Kandili

Géologiquement, l'Eubée est divisée en trois grands secteurs. Le sud est un massif cristallin métamorphique qui inclut les Cyclades et la pointe sud de l'Attique. Le centre est karstique, comme l'ensemble de l'Attique et la Béotie et tout l'Est du Péloponnèse. Le Nord de l'île est constitué de flysch lié au mouvement tectonique du plissement alpin. Chacune des trois zones géologiques est divisée entre un massif montagneux central et des plaines littorales.
Les montagnes eubéennes sont considérées comme la prolongation de la chaîne de l'Olympe. Au centre-est de l'île se trouve le point culminant avec le mont Dirfis (1 743 m), le mont Pyxaria (1 343 m) et le mont Skotini (1 362 m) ; au centre-ouest le mont Olympe (1 743 m) ; à la pointe sud-est, le mont Ocha (1 398 m) ; et au nord le mont Kandili (1 246 m), le mont Xira (991 m), le mont Lichas (736 m) et le mont Telethrio (883 m),. Sur l'ile Skyros, le mont Kohyhalas (792 m) et sur la partie continentale (Anthidona et Avlida), le mont Ktipas (1 021 m) appelé aussi Messapion Oros.

### Climat
L'Eubée a une structure de précipitations particulière pour la Grèce. Sur l'ensemble du pays, les précipitations arrivent principalement de l'ouest. Comme elles sont bloquées sur les montagnes, il pleut beaucoup à l'ouest tandis que l'est du pays est relativement sec. Un autre système dépressionnaire plus faible apporte de la pluie depuis le nord-est. Cela fait que l'ouest de l'Eubée reçoit, comme l'Attique, en moyenne 400 mm de pluie par an, alors que l'est de l'île en reçoit entre 1 000 et 1 400.
La structure des températures est elle aussi particulière. Les isothermes d'hiver, liés aux descentes d'air froid, sont organisés en est-ouest sur l'ensemble du pays. L'île n'y fait pas exception et se trouve dans la même zone que l'Attique, avec une moyenne de janvier entre 11 et 12 °C. Les isothermes d'été sont eux liés au vent et principalement au meltem. L'Eubée est alors coupée en deux, avec le sud-est exposé au vent du nord comme les Cyclades (et surtout les Cyclades septentrionales comme Andros), tandis que le nord et l'ouest sont relativement protégés, grâce au relief.

### Eubée nord

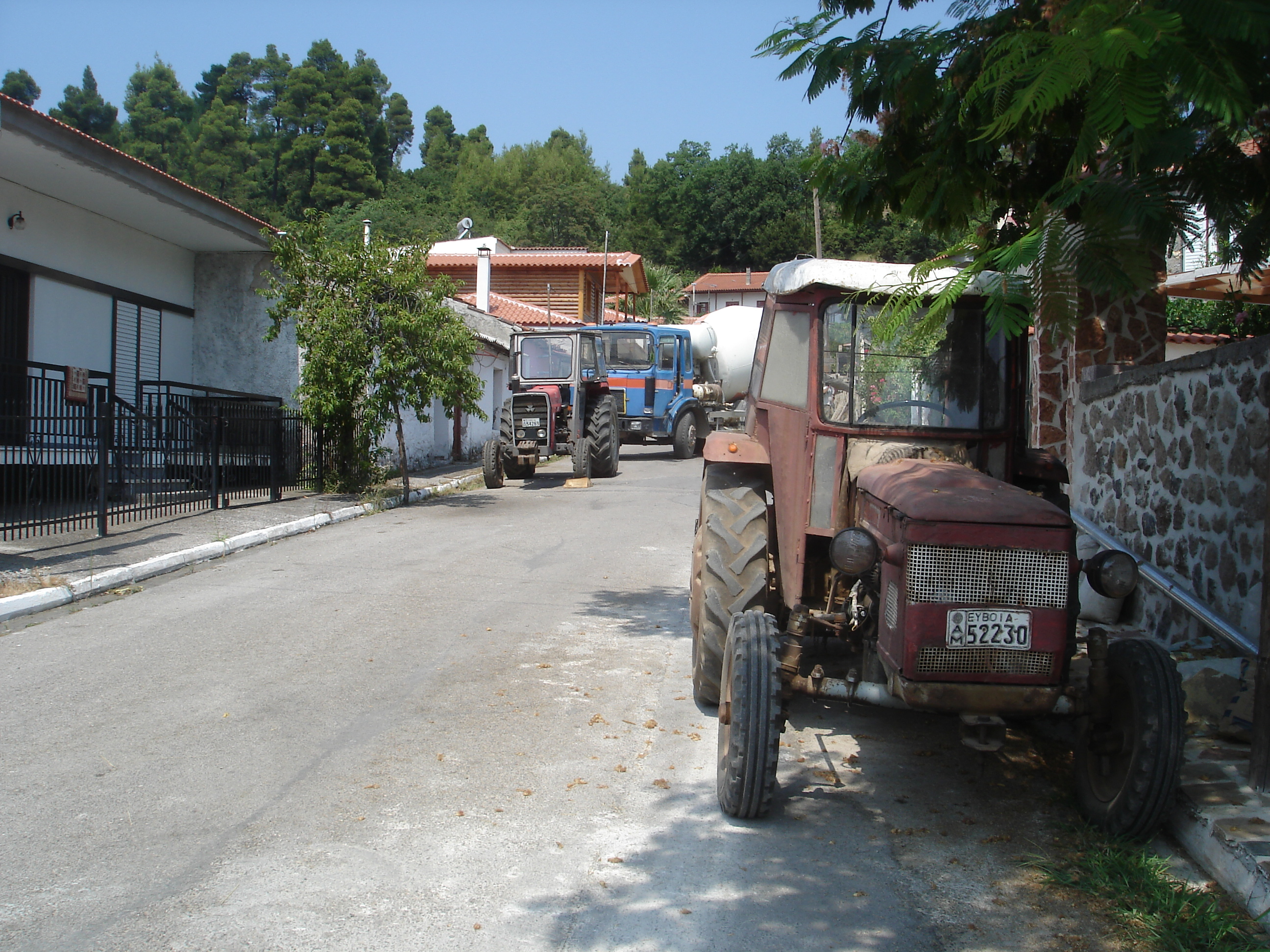
Rue de la ville de Prokopi

La région nord, couverte de forêts de pins, de sapins, de chênes et d'arbousiers, difficile d'accès par ses routes sinueuses et ses cours d'eau, offre une nature luxuriante et variée. La partie la plus élevée du Nord de l'île, est la « chaîne du Kandili » qui se poursuit jusqu'au cap Artémisium, et par ses fractions, forme la presqu'île de Lithada. Sur la route forestière et sinueuse de la municipalité de Messápia, en direction du village Prokopi, apparait le col Dervéni, servait  par le passé de position retranchée aux habitants de la région. Du haut de ce col apparaît une belle vue sur l’Eubée, le golfe Maliaque, la chaîne d'Othrys et le sommet de Kallidromos. Prokopi est un village de réfugiés grecs venant de la région de Cappadoce située en Turquie. Ses habitants vénèrent les reliques de saint Jean le Russe (Όσιος Ιωάννης ο Ρώσσος) rapportées par les religieux de la ville de Prokopion (Ürgüp) d'où le nom de Prokopi. Ces reliques se trouvent dans la basilique Osios-Ioannis-O-Rossos située au centre du village. La rivière Kiréas, bordée de lauriers-roses, de lentisques et de chênes verts, coule le long de la vallée de Prokopi, et draine avec elle un grand nombre de plantes endémiques locales rares, et une riche faune ornithologique.
La région septentrionale relativement plate, renferme des couches du Serravallien supérieur, percée par quelques chaînes de calcaires secondaires, comme les vallées intérieures du Xeron-Oros (920 m.) ou Xero-Vouni, ou des terrains archéens sur le massif de Galtzades. Cette région plate est riche en flore, mais sur les zones les plus élevées, recouvertes essentiellement de forêts composée de Pinus pinea, pin d'Alep, et sous 800 m. la foret est recouverte de hêtre européen (Fagus sylvalica), Castanea  et de Tilleul argenté (Tilia argeniea). Le cap Pondiki, est une position de l'ancien Artemisium, où se trouvait le temple de Diane Proseoa, célèbre par les premières luttes navales gréco-perses, décrites par Hérodote. Du port de Pefki jusqu'à la ville Agia-Anna, une route forestière couverte de pins découvre le cap Stravos en Thessalie, ses villages grecs, et les monts Xero-Vouni de l'Eubée.

### Eubée centre

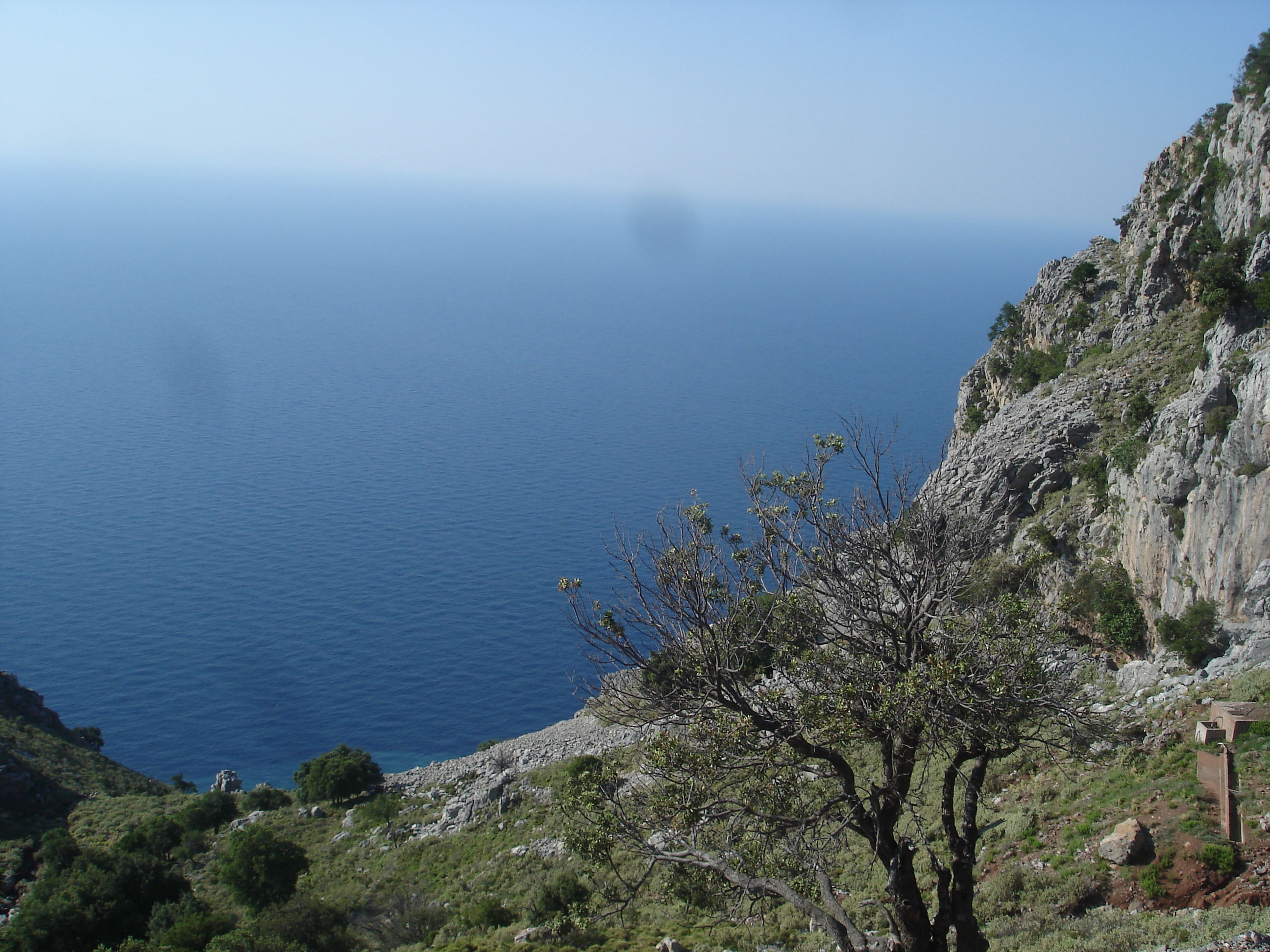
Falaise rocheuse de la partie centre-est de l'île

Anthidona située sur la partie continentale, est une ville essentiellement estivale grâce à sa plage d'Alykes. Des fouilles archéologiques dans ces lieux, ont révélé le tombeau de Salganeas, navigateur béotien exécuté en l'an 480 av. J.-C. par les Perses. Sur la côte de Loukissia d'importantes installations portuaires existent, de la période hellénique jusqu'à la période byzantine. La région de Chalcis très industrielle, connue pour ses ouzeries, est proche d'une région montagneuse jusqu'au mont Dírfys (Réseau Natura 2000 "Gr2420003"), lieu sacré des anciens grecs pour honorer la déesse Héra. Au centre de l'île, Delphy, montagne la plus haute de l'île, s'élevant à 1 743 mètres, est enserrée de chaque côté par la mer et une partie volcanique. Lieu de randonnées et d'escalades, la région montagneuse est couverte par une forêt abondante de sapins, traversée par de nombreuses cascades, où l'on rencontre des exploitations forestières et apicoles, visibles par ses nombreuses ruches d'abeilles rangées le long des routes ou chemins.
La zone forestière du Delphy variant de 700 mètres à 1 137 mètres, est une région montagneuse alpine rocheuse et est essentiellement peuplée de Juniperus nana, Nepeta, et d'Origanum pulchrum. Au pied du Delphy se trouve la plaine de Gidais, 200 mètres d'altitude, couverte de pistachiers lentisques, de térébinthes, d'arbousiers, de platanes et de lauriers-roses au bord des rivières. Au sud de Gidais, s'élève le mont Drako-Spilon (422 mètres), formé de calcaires dolomitiques supra-jurassiques, et à l'est le dôme de l'Olympe (1 175 mètres). Au nord et à l'est du dôme de l'Olympe s'étend une plaine schisteuse, dont les plis varient entre 600 et 1 000 mètres d'altitude, sont recouverts par une garrigue clairsemée, et formant les monts de Vathya, de Trachili et de Paraméritais.
Les monts Kandili (1 209 mètres) prolongent le mont Hygia-Loutra qui forme des  falaises, variant entre 800 et 1 200 mètres. Au nord de la chaîne Kandili s'étend les crêtes des monts de Kondo-Despoti et Pyxaria, constituées par des agglomérats de serpentine au mont Kédro et par de durs couches de calcaires de la période du crétacé. Les falaises des monts Mavro-Vouni et des monts Gérako-Vouni bordent la mer Égée au nord de Pyxaria. Ces chaînes forment un vaste synclinal dont l'axe est occupé par un turonien. Coupées à pic sur la mer Égée, ces chaînes présentent une configuration similaire aux monts Kandili.

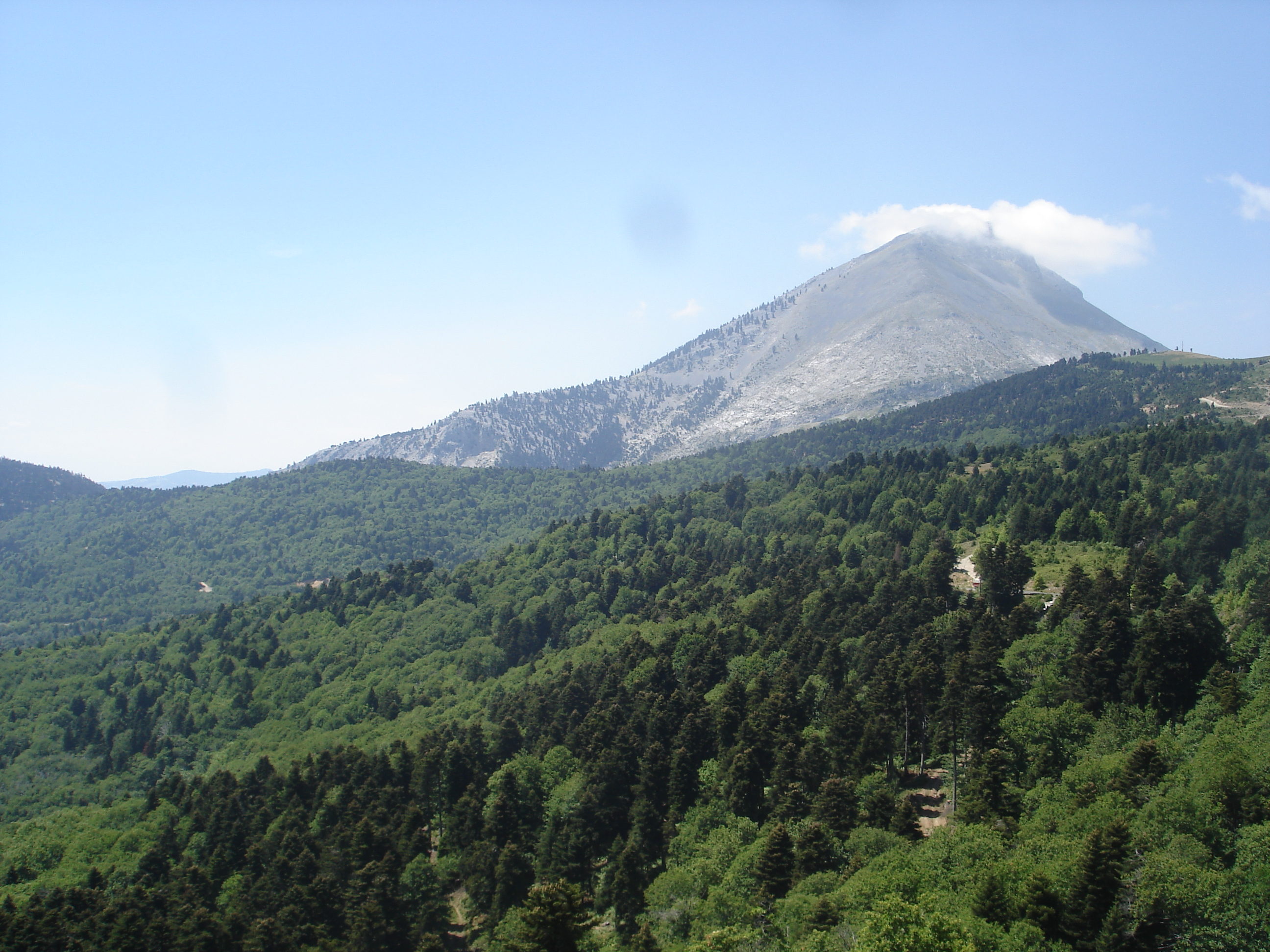
Mont Delphy (1137 mètres)

### Eubée sud

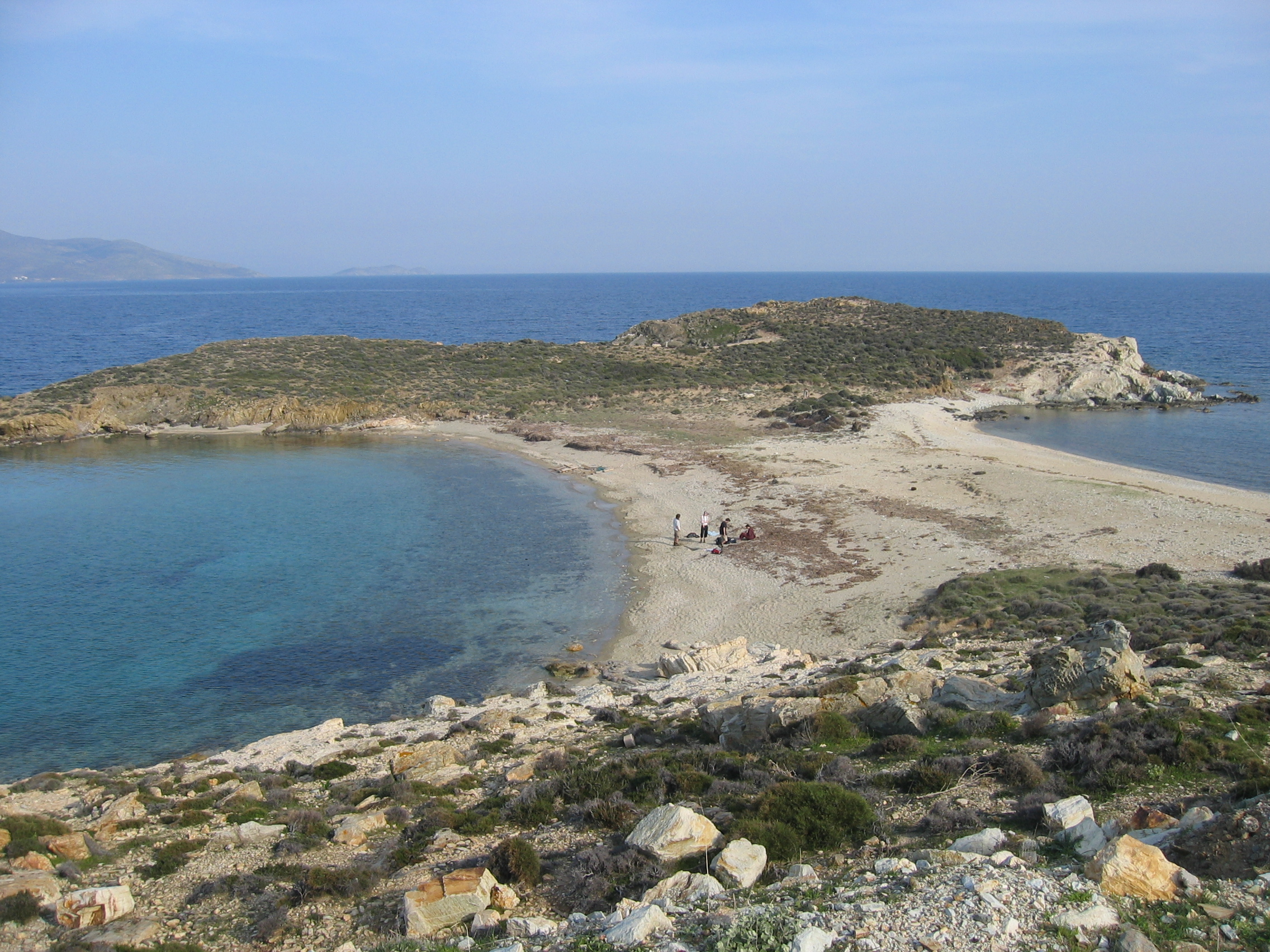
Tombolo de l'extrême sud de l'ile

La région sud de l'île est essentiellement un lieu de séjours touristiques, grâce à ses nombreuses liaisons routières (taxis et autocars) et ses liaisons maritimes par ferry à partir des villes de Karystos, Marmari, Styra et Panaghia vers les côtes de l'Attique. Certaines de ces villes, et à certaines époques, sont en liaison avec d'autres îles aux alentours. Cette situation privilégiée et touristique, est favorisée par la présence de nombreux hôtels de luxe et activités sportives offertes aux touristes européens et russes. Véritable grenier de l'île, les terres de cette province possèdent une agriculture portée essentiellement sur l'agroalimentaire et la culture oléicole.
La région méridionale rocheuse, est constituée de schistes et de masses calcaires. Les habitations sont peu nombreuses. La végétation est rare jusqu'au massif de l'Ocha (1 398 m), et compose un maquis aride et inhospitalier. Couvrant une grande partie de la superficie sud de l'île, ce maquis est occupé par des buissons, ou des arbustes de myrte, de ciste, de spartium, ou de chênes frutescents épineux, comme le chêne kermès. Sur les plaines de Styra et de Karystos, au pied du mont de l'Ocha, on trouve une zone rurale, où l'on cultive des oliviers, des amandiers, et des figuiers.Le contraste entre la saison hivernale et la saison chaude, est très marqué sur le sud de l'ile. À l'automne la végétation se développe rapidement même sur les terres caillouteuses, mais le vent du sud brûle rapidement cette frêle végétation et rapidement les régions basses prennent un aspect de désolation.

## Plantes endémiques
Parmi les espèces endémiques de la flore eubéenne, les plus courantes appartiennent aux genres Centaurea, Dianthus, Campanula, Silene, Stachys, Galium, Trifolium, Verbascum, Achillea, Saxifraga, Erysimum, Senecio, Crocus et Allium.
Dans la région du Delphi, du Xéro-Vouni et des monts Kandili, se trouvent divers genres et espèces remarquables comme Arenaria suffruticosa, Hypericum, Asperula suffruticosa, Cineraria taygetea, Senecio eubœus, Stachelina uniflosculosa, Crepis incana, Origanum pulchrum, Lirium, Thymus, Sideritis, Stachys tetragona et Nepeta dirphya.

## Économie
L'île d'Eubée a connu une forte migration et désertification vers le début du XIXe siècle, puisqu'elle ne possédait que 59 540 habitants en 1843, alors que par le passé elle en comptait plus de 300 000, au temps de sa prospérité. Actuellement, plus prospère grâce au tourisme, elle possède une population de 218 032 habitants[réf. à confirmer]. Sa faible population rend l'île d'Eubée fragile et dépendante du tourisme. L'agriculture n'est développée que sur quelques points du littoral, et essentiellement dans les environs de Chalcis et de Carystos. L'intérieur de l'île est montagneux et n'est habité que par des bergers, ou des forestiers.
Le gouvernement grec actuel encourage l'agriculture eubéenne, en desséchant les marais des environs de Chalcis, développe les plantations et le greffage d'oliviers sur tout le territoire sud de l'île, modernise et développe le tracé des routes montagneuses et intensifie les autoroutes qui conduisent à Athènes, capitale de la Grèce centrale. L'île est principalement agricole : huile, céréales et figues sont cultivées, tandis que l'aviculture domine l'élevage. On trouve des mines de magnésite, minerai à la base de la production du magnésium. En plein développement dans le Sud de l'île, la Mariculture sur le golfe de Galazia Nera pour l'élevage des bars et de dorades en pleine mer.
Le taux de chômage sur l'île s'élève à 35 % en 2022.

## Municipalités
L'île est divisée en sept dèmes, Carystos, Chalcis, Dírfys-Messápia, Elimnion, Érétrie, Histiée-Aidipsos, Kymi-Aliveri et Mantoudi-Limni-Agia Anna, celui de Chalcis étant à cheval sur l'île et le continent. Il s'agit de la totalité des dèmes du district régional à l'exception de celui de Skyros.

## Tourisme
Le tourisme de camping ou rural, basé sur le tourisme national essentiellement et peu sur le tourisme étranger, est en croissance. Le nombre d'étrangers qui circulent en camping-cars, réalisant des voyages itinérants, est en augmentation constante. Les sites historiques peu signalés ou peu mis en valeur, les pôles d'attraction peu développés et les infrastructures d'hébergement peu adaptés pour une clientèle plus modeste, freinent le développement touristique de l'île. Quelques territoires côtiers de l'île sont équipés d'hôtels de luxe, de restaurants typiques et de plages.

### Région nord

#### Stations thermales
- La station thermale de la ville de Loutrá Edipsoú (appelée thermes d'Héraclès) située dans le nord-ouest d'Eubée est une source d'eau chaude et minérale connue depuis l'Antiquité, qui selon les Anciens était dédiée à Héraclès. Ses eaux sont réputées avoir soigné le légendaire héros (selon Strabon), ainsi que plusieurs Empereurs romains. Anciennement appelée Ellopia Aquae, Pline l'Ancien en parle comme d'une des choses les plus remarquables de l'île et le révérend père Hardouin dit qu'elle est ainsi nommée du nom que portait l'Eubée, à savoir Ellopia[51].
- La station thermale de la ville de Loutra Gialtron située dans le nord-ouest d'Eubée à 8 km de Licháda, est une source d'eau chaude.
- La station thermale de Ilion, de moindre importance constitue aussi l'un des pôles d'attraction des visiteurs de l'Eubée.

#### Sites et monuments
- Prokopi : musée de la forêt et la basilique Osios-Ioannis-O-Rossos
- Mantoúdi : musée cabane des Sarakatsanoi
- Kirinthos : fortifications
- Xérochori : gisements de terre pour la fabrication de briques et poteries ordinaires anciennes, à proximité de la ville.
- Megas platanos : arbre monumental à Paraskevorema (entre Prokopi et Mantoudi)
- Mémorial érigé à la mémoire des Grecs morts lors de l'invasion chypriote en 1974 par les Turcs : village de Spathari

#### Principales plages
- Loutrá Edipsoú : plage de sable
- Istiaía (plage) : plage de sable à 5 km de la ville d'Istiaía
- Rovies : plage appartenant à la municipalité de Elimnion (à 9 km au nord de Limni et 15 km au sud de Edipsós).
- Kirinthos : plage de Kria Vrisi
- Oraioi : plage de sable

### Région centre
Les principales villes historiques et touristiques de l'Eubée sont Chalcis et Érétrie. Ces deux villes connues depuis l'Antiquité ont été dirigées par une aristocratie de riches propriétaires, appelés Hippobotes, qui régnèrent longtemps dans ces deux villes. Érétrie possédait les îles d'Andros, Tinos et Céos[Quand ?]. Lors d'une procession sacrée, Érétrie pouvait montrer à la foule six cents cavaliers, trois mille hommes d'infanterie pesamment armée et soixante chars. Chalcis et Érétrie longtemps rivales, à cause de la plaine lélantienne, qui renfermait d'importantes mines de cuivre. Le bourg de Kymi est une petite ville pittoresque, comprenant de nombreuses maisons patriciennes en pierre taillée, qui se trouve au sommet de la falaise, ce qui lui vaut le surnom de « balcon de l'Égée ». Depuis 1981, un musée folklorique présente les coutumes de l'île et l'histoire de la ville.

#### Sites et monuments

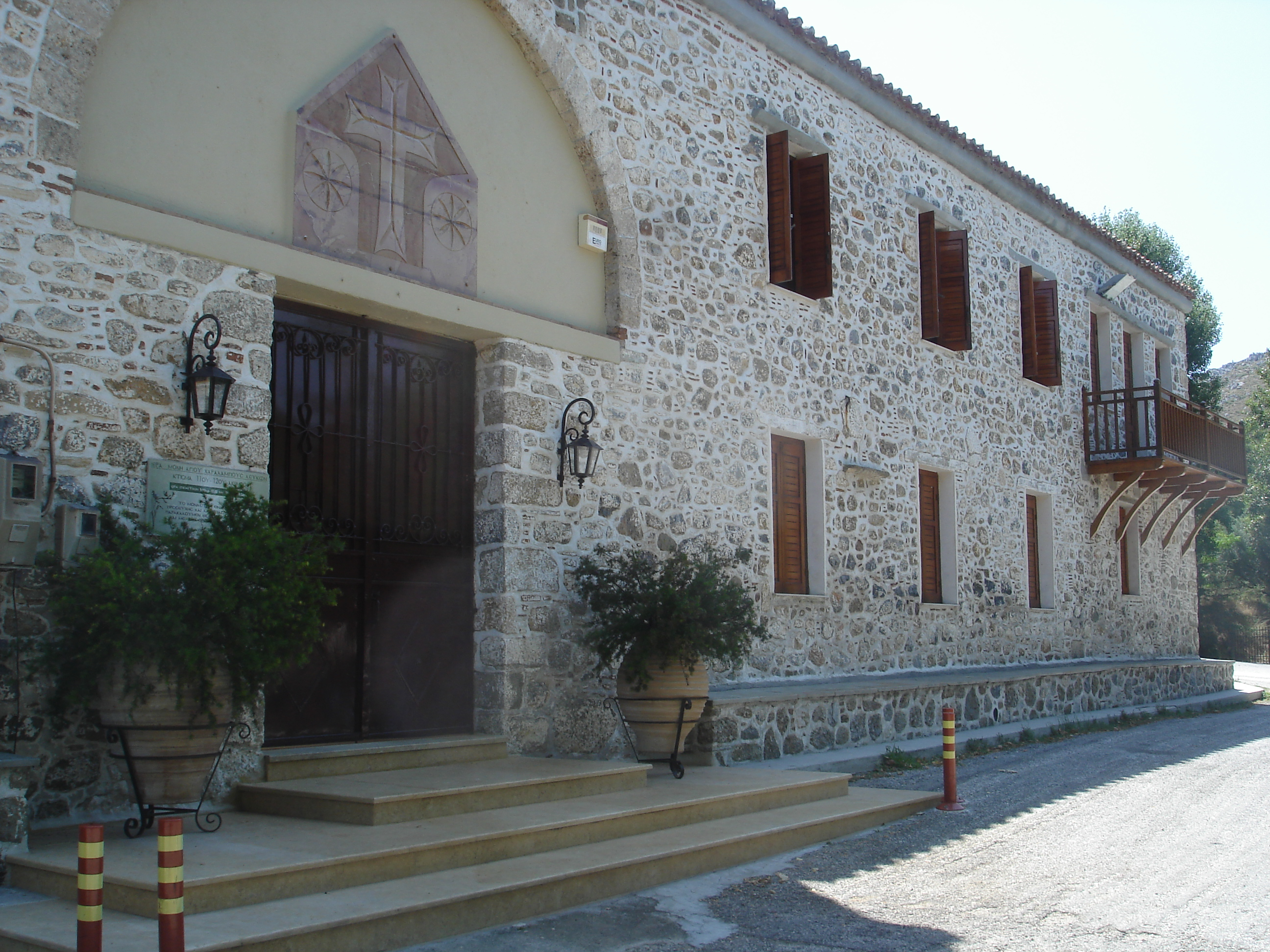
Monastère Agios Haralambos près d'Avlonari

- Psachná : musée d'art populaire, musée historique de la guerre Anastasios liaskos à Kondodespoti
- Triada : tour vénitienne
- Monastère Agios Haralambos près d'Avlonari
- Monastère de panagia-Perivleptou-Politikon
- Monastère d'Agios-Ioannis-Kalyviti
- monastère de Panagia-Makrymallis
- Érétrie :
  - Musée archéologique,
  - Bains du IIIe siècle av. J.-C. (près du port),
  - Temple d'Isis du IVe siècle av. J.-C.
  - Sanctuaire d'Arès du IIe siècle av. J.-C.
  - Temple de Dionysos du IVe siècle av. J.-C.
  - Tombe des Érotes de style macédonien du IVe siècle av. J.-C.
  - Temple de la déesse Artemis Amarynthos, découvert en septembre 2017[53].

#### Principales plages

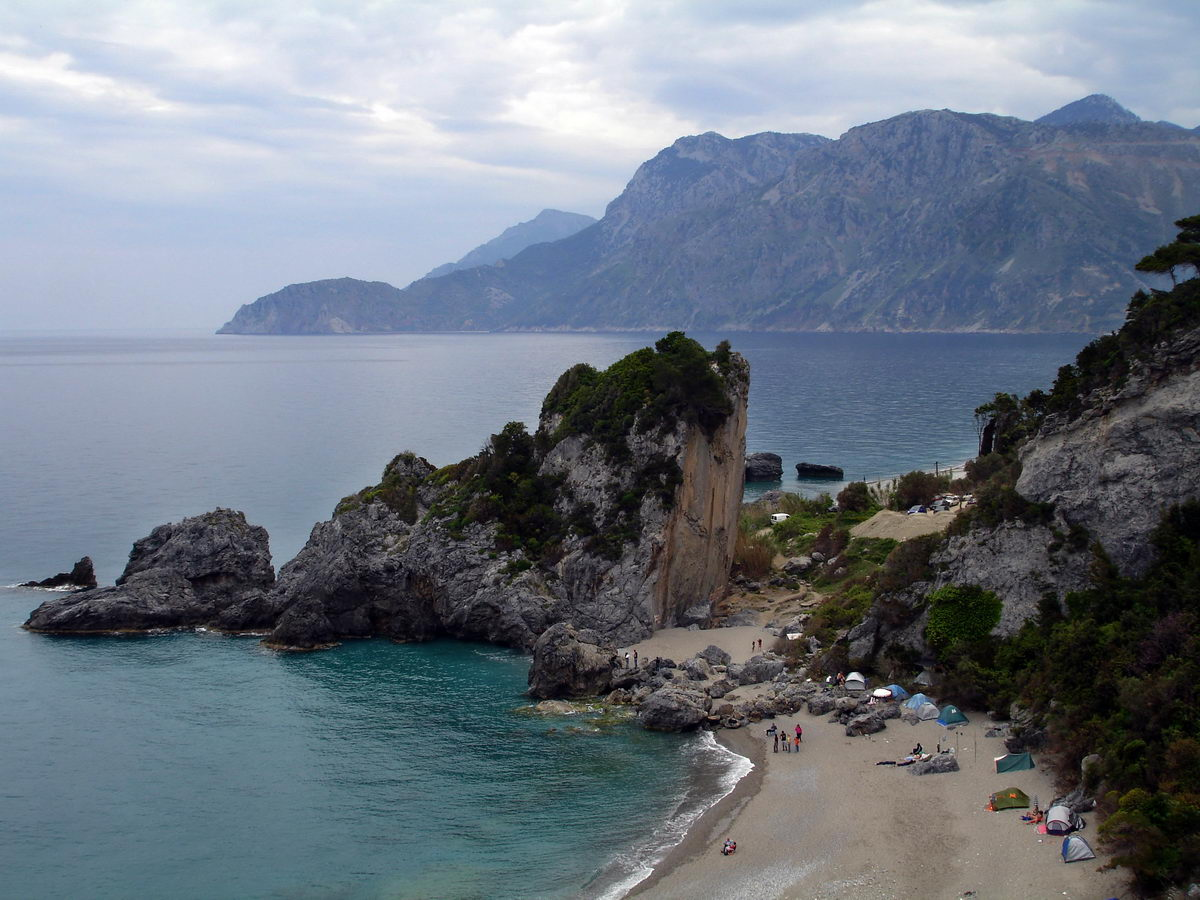
Plage de Chiliadou

- Alikes : Alikes Drosies, plage de sable près d'Anthidon
- Érétrie : plage de sable sur le front de la ville, jusqu'à la presqu'ile.
- Kalamos : plage de sable touristique se trouvant à 9 km au sud d'Érétrie.
- Levkandi : 7 km au sud de la  ville de Chalcis.
- Limnionas : plage de sable, site touristique
- Chiliadou : plage de sable, site touristique

### Région sud

#### Sites et monuments

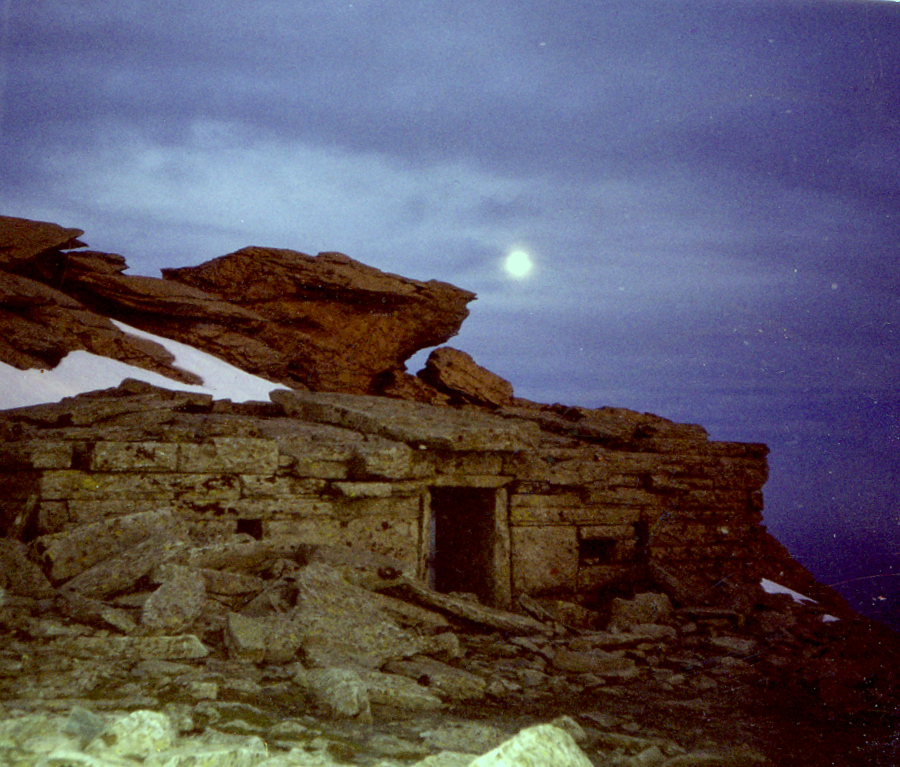
Les Drakospita (maisons des dragons) à Pali Laka

- Amarynthos : monastère d'Agios-Nikolaos situé sur les hauteurs
- Styra (Pali Laka) : les Drakospita (maisons des dragons)[54],[55], bâtiments mégalithiques
- Fylagras : château
- Karistos : musée d'histoire naturelle locale
- Platanistos : cap Cavo-Doro, pont, et ancien moulin à eau

#### Principales plages
- Porto Boufalo : plage de sable
- Zarakon : plage de sable fin
- Stomio : plage de sable
- Styra : grande plage de sable
- Alivéri : plage de sable

## Transports

### Réseaux routiers
- Voies routières
  - Route 44, Cen., S, SE
  - Route 77, NO, N, O, Cen.

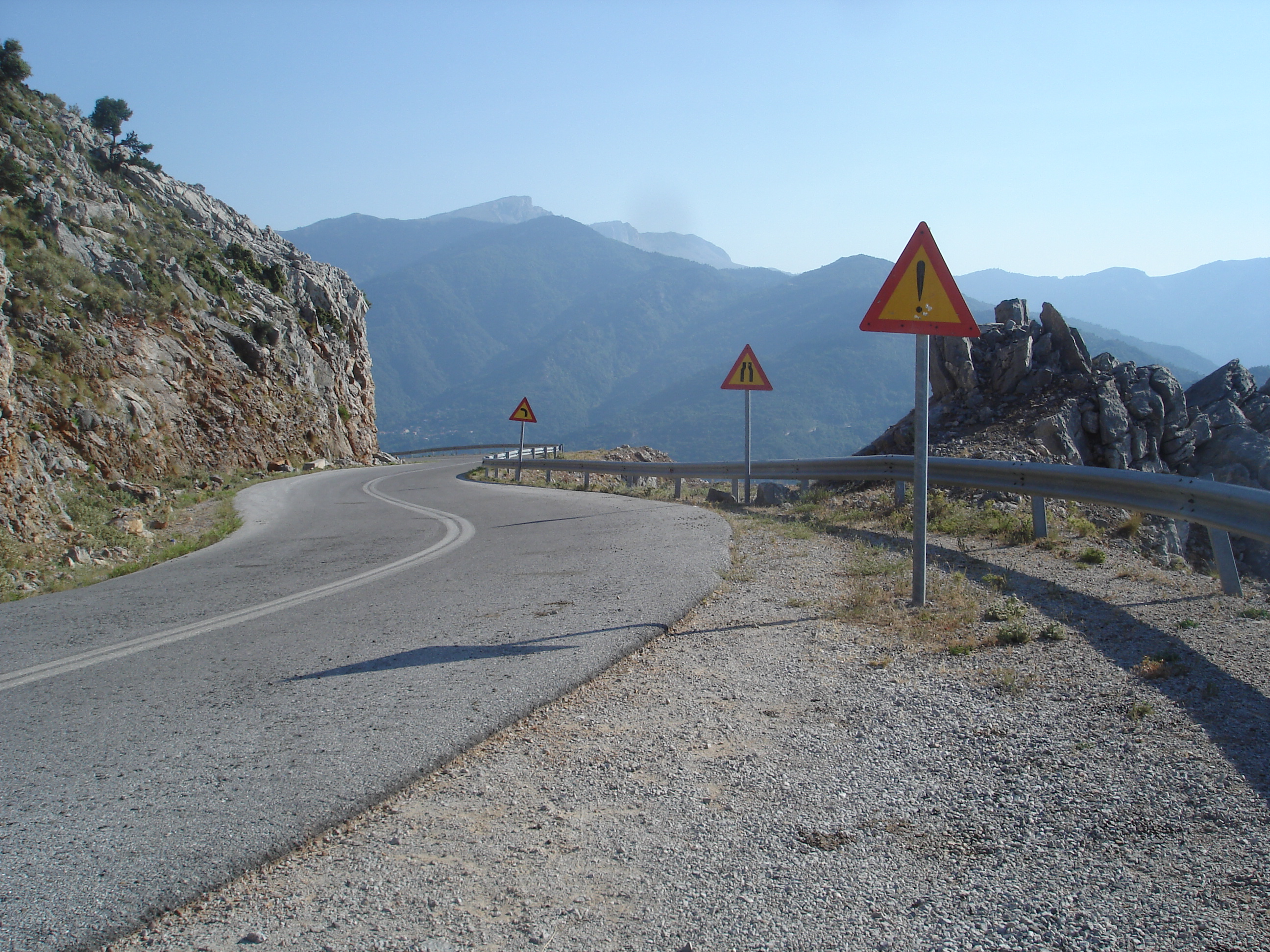
Route montagneuse aux environs de Kymi

  - Route 1, accessible en Grèce continentale.
  - Pont suspendu entre le continent et l'île d'Eubée
- autocars
  - Athènes - Chalcis
  - Athènes- Edipsós
  - Athènes- Kymi
  - Athènes- Alivéri
  - Athènes- Amarynthos
  - Athènes- Érétrie

### Réseaux aériens
L'aéroport le plus proche pour se rendre sur l'île d'Eubée est celui d'Athènes Elefthérios Venizélos. Chalcis, capitale de l'île d'Eubée, se trouve à 64 km d'Athènes par la route.

### Réseaux maritimes

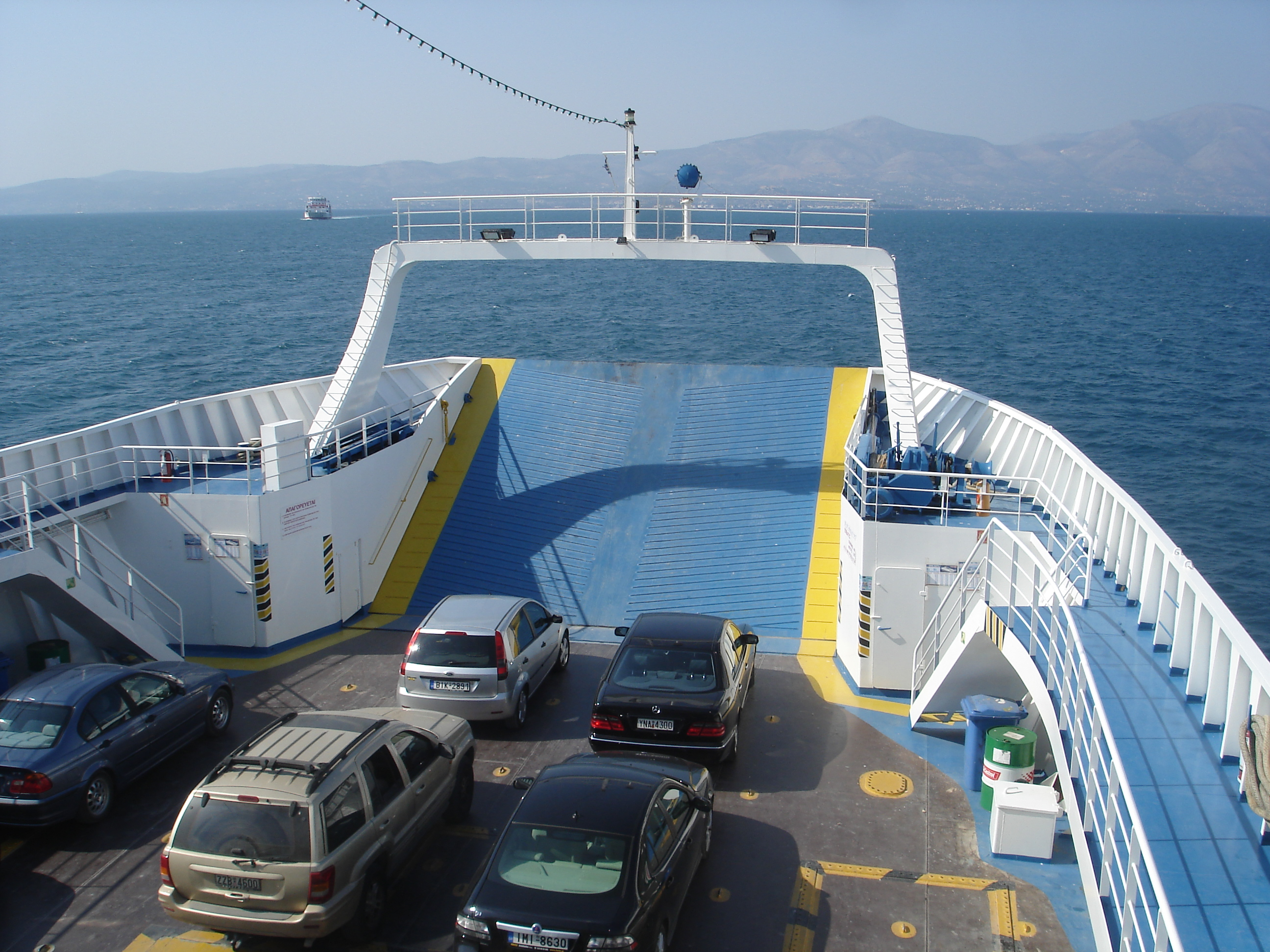
Ferry entre Eretrie et Skála Oropoú

- Réseaux maritimes par ferrys entre Eubée-nord et le continent:
  - Edipsós  > Arkitsa : renseignements à la capitainerie du port.
  - Agios Georgios > Agios Kanstantinos: renseignements à la capitainerie du port.
- Réseaux maritimes par Ferrys entre Eubée-centre et le continent:
  - Érétrie > Skála Oropoú : renseignements à la capitainerie du port.
  - Érétrie > Oropos : renseignements à la capitainerie du port.
  - Kymi > Volos : renseignements à la capitainerie du port.
- Réseaux maritimes par ferrys entre Eubée-sud et le continent:
  - Styra > Agia Marina : renseignements à la capitainerie du port.
  - Marmari > Rafina : renseignements à la capitainerie du port.
  - Karistos > Rafina : renseignements à la capitainerie du port.

## Sports
- Sport nautiques à Chalcis et Érétrie
- Ski-alpinisme sur le mont Dirtys (1 150 mètres d'altitude) à 42 km de Chalcis. Refuge du club alpin hellénique.

## Produits locaux
- L'île d'Eubée est productrice de miel.
- Skopelos est réputée pour la culture des prunes et des pruneaux.
- Glossa est réputée pour la culture des amandes.
- Dans les couvents, les religieuses tissent très souvent des tissus ou d'autres articles.
- Les vins ont toujours marqué l'histoire de la Grèce antique, et en particulier l'île d'Eubée, région sèche, qui présente toutes les qualités pour produire une gamme de vins blancs, issus du cépage Savatiano ou Mavroudi, aussi appelés cépages indigènes[56].

## Communications

### Télévision
- Evia.tv : Informations régionales télévisées
- Halkida.tv : Informations locales, dépendant de Evia.tv

### Radio
- Just Radio : Συχνότητα 93 fm. Ελ. Βενιζελου 20, 34100 Χαλκίδα
- Pop FM : Συχνότητα 89,1 fm. Αβάντων, 34100 Χαλκίδα
- Live FM : Συχνότητα 89,6 fm. Στύρων 5, 34100 Χαλκίδα
- ΚΟΣΜΟΣ : Συχνότητα 100 fm. Αγία Ελεούσα, 34100 Χαλκίδα

## Spécialités culinaires

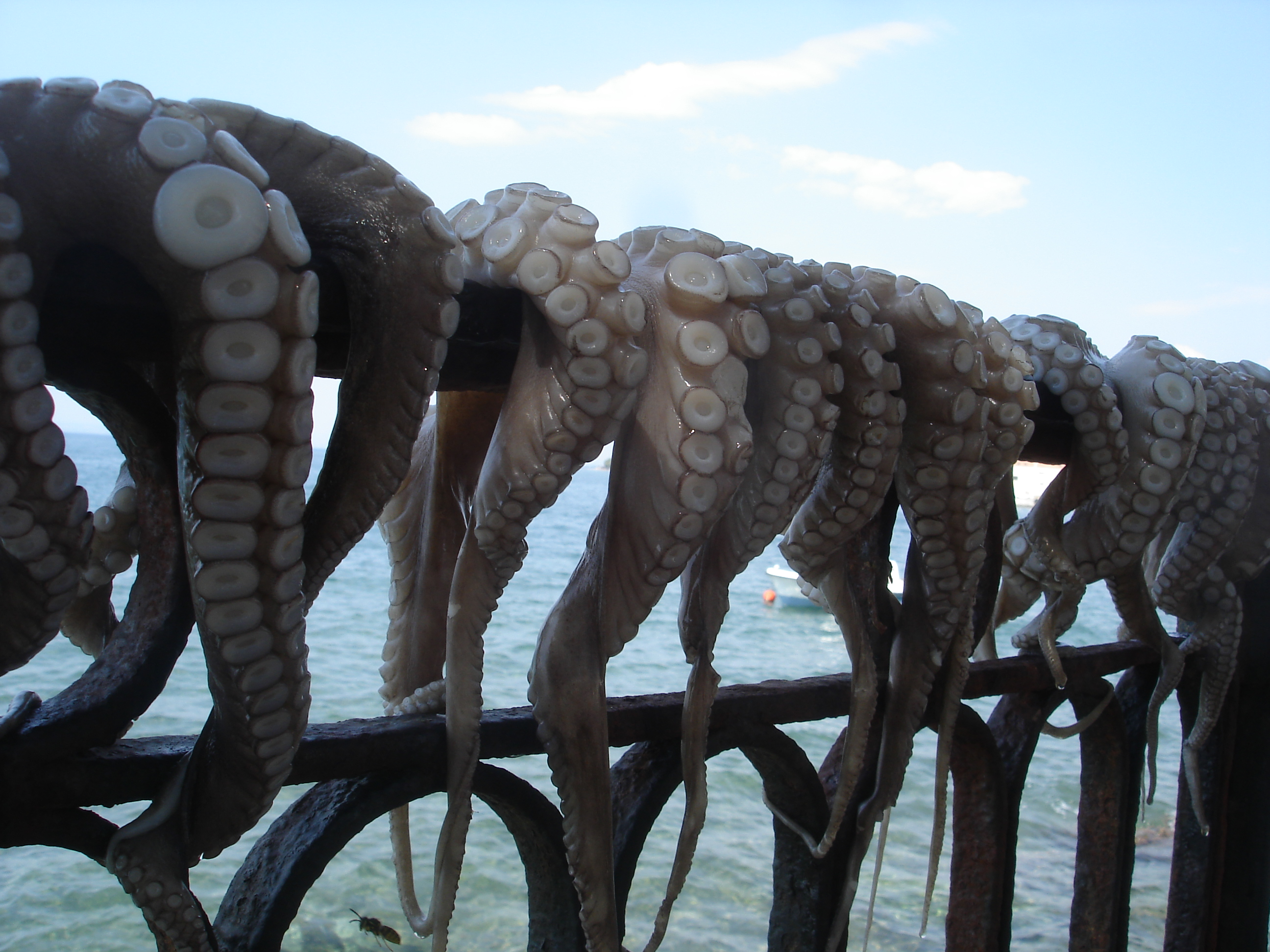
Séchage de poulpes à Amarinthos : mets très prisés par les Eubéens

La cuisine eubéenne, donc grecque, est proche de la cuisine méditerranéenne. Les plats sont en général composés de produits frais, en petite quantité mais variés. On trouve des olives (vertes ou noires), du concombre, des tomates, du tarama, du caviar d'aubergine, et du fromage comme la féta (Eubée fait partie de la zone d'appellation), mais aussi le kasséri, kefalotýri, mizithra et le metsovóne. Les Eubéens consomment beaucoup de poissons grillés et de fritures.
Outre les plats typiques comme la moussaka, le souvlaki ou la salade grecque, la cuisine locale utilise essentiellement des poissons frais, ou des crustacés issus de la mer Égée. Elle se compose aussi d'autres ingrédients variés et d'épices. Eubée produit des vins blancs, des rosés et des rouges légers à boire en primeur, mais aussi des vins AOC, locaux ou vins de table, sans oublier l'Ouzo qui réunit la famille autour de la table.

## Personnalités
- Konstantinos Kallias (9 juillet 1901 - 7 avril 2004), politicien né à Chalcis
- Georgios Papanicolaou (1883-1962), né à Kymi, physicien, pionnier de la cytologie et la détection cancéreuse
- Giannis Skarimpas, écrivain qui habitait à Érétrie
- Aristote, célèbre philosophe grec, est mort à Chalcis
- Lycophron, poète grec du IVe siècle av. J.-C., né à Chalcis
- Dioclès, médecin grec, de Carystos
- Licario, aventurier italien du XIIIe siècle

## Découvertes
Le 25 juillet 2012, six anciennes épaves ont été découvertes au large du golfe de l'île d'Eubée, datées entre le IIe siècle av. J.-C. et le IVe apr. J.-C..